# ゴールデン・トライアングル経済特別区
ゴールデントライアングル経済特別区 (ラーオ語: ເຂດເສດຖະກິດພິເສດສາມຫຼ່ຽມຄຳ, 中国語: 金三角经济特区, 英語: Golden Triangle Special Economic Zone, GTSEZ)は、ラオスのSEZ国家管理委員会の管理する経済特区の一つ。ラオス北部ボケオ県 トンプーン郡に位置する。
デベロッパーは香港登記のKings Romans Group（中国名：金木棉集团、ラオス名：ドーク・ギゥ・カム・グループ）で、2007年ラオス政府との間で99年の租借権を含む総合的観光開発の契約を締結、2010年2月4日付で特別経済区として承認された。
ラオス政府が20%、Kings Romans Groupが80%のシェアーでデベロッパーとしてのドークギゥカム社(英語：Dok Ngiew Kham Co.,Ltd)を設立している。

## 事業
事業はカジノを中心とする17事業からなる観光経済特区開発事業で、面積は827ha、投資総額は8700万ドル。カジノは2009年に正式にオープンしている。
これまインフラ整備として40kmの道路建設、クワーン村内の道路6km、15kmの経済特区内道路、上水道（4800m3/日）、電力網27km、職員宿舎（1200名）が実施されている。
ホテル、カジノ、競馬場へは1億6000万ドル、その他には畜産試験場、放牧場、苗場、農業試験場、ドクギウカム公園、マーケット2か所、移住地、宿泊地、ブロック工場、コンクリート工場、砕石工場などに投資が行われている。デベロッパーは6.38億ドルを既に投資しており、また162社が区内への投資を実施していると発表している。なお、本経済特区からは2009-2014年までに630万ドルの納税が行われたと報告されている。

## マフィアとの関わり
経済特区に指定されてからすぐに、麻薬、人身売買、違法動物売買などの違法行為が横行した。2015年3月に、環境NGOのEIAが告発した報告書「Sin City: Illegal Wildlife Trade in Laos’ Special Economic Zone」では、トラやクマ等の野生動物が違法に売買されていると記述されている。Kings Romans Groupのオーナーである趙偉は、これらの疑惑を否定していたが、これに対してゴールデン・トライアングル特別経済区委員会は区内の31のレストランの立ち入り検査を実施した。経済区内の4箇所のレストランから、象肉や虎皮など1億キープ相当が没収され、閉鎖命令が出された。
2018年1月、米国財務省は、カジノがマネーロンダリングや麻薬の売買などの重大犯罪に利用されたとして、キングス・ロマンスのオーナーである趙偉、および「趙偉国際犯罪組織」に対して制裁を行った。しかし、制裁後も依然として、麻薬や薬物の前駆物質が、ゴールデントライアングル経済特区付近を通過していることがわかっている。ラオス国境におけるメタンフェタミンの結晶の押収は、2020年にタイ北東部で200％以上増加している。また、ベトナムでも、ラオスとの国境（2,100キロメートル、しばしば山間部）に沿って数十件の大きな押収が行われている。同時に、この地域全体から麻薬や薬物の前駆物質がラオスを経由し、隣国ミャンマーの自治特別区や既知の麻薬生産地域に運ばれるという報告が増えている。
また、ゴールデン・トライアングル経済特区は、詐欺団地の拠点として知られており、世界規模のサイバー詐欺が行われる場所である。近年では、各国の出稼ぎ労働者がサイバー詐欺に加担を強いられ、身代金を請求されたり、虐待を受けるなど、犯罪が横行している。また、一部ではこれらの出稼ぎ労働者が人身売買されていると報じられている。
日本の外務省は、外国人に対する求人詐欺が多発しているとして、注意を促している。

## 用地
- ボケオ県 トンプーン郡（英語版）の10000haのコンセッションを得ている。
- 2007年4月26日にラオス政府はミャンマー・マカオ・ラーントゥン社に対して827haの経済観光区開発のための契約（期間50年間、25年延長）を調印した。その後、2010年9月4日付ゴールデン・トライアングル経済特区に関する首相令にて経済特別区へと格上げされ、開発対象の総面積は3000ha、コンセッション期間99年となった。また、プーキゥロム保全林7000haを含めて、合計10000haが経済特区として認可されている[18]。

## 沿革
- 2007年4月26日　ラオス政府がミャンマー・マカオ・ラーントゥン社に対して827haの経済観光区開発のための契約を調印。
- 2010年9月4日　ゴールデン・トライアングル経済特区に関する首相令により経済特別区へと格上げ。総面積を10000haに拡大。
- 2013年8月8日　チャイナタウン（唐人街）が8000万ドルの投資でオープン[19]。
- 2014年10月29日　ラオス政府とKings Romans International(HK) Co.,LtdとのPDA（Project Development Agreement)の改正に関する契約[20]。
  - 12月4-10日　第1回中国、ラオス、タイ、ミャンマー旅遊文化祭、旅遊文化発展フォーラムが開催される[21]。
- 2018年1月　米国財務省が、キングス・ロマンスや犯罪組織に対して制裁。

## 交通

### 船舶
2012年7月29日にトンプン郡ゴールデントライアングル第2国際国境が公式に開通している。船舶により中国まで直接航行できる。
2013年5月19日にメコン川対岸となるタイのチェンライ県チエンセーン郡ソプルアクで永続的国境が正式に開設され、渡し舟が運行されている。

### 空港
2024年2月、ゴールデン・トライアングル経済特区から5km離れた地点にボケオ国際空港が開港した。新空港は4C規格の2700m滑走路を備えており、年間200万人が利用する見込みであるという。

## ギャラリー

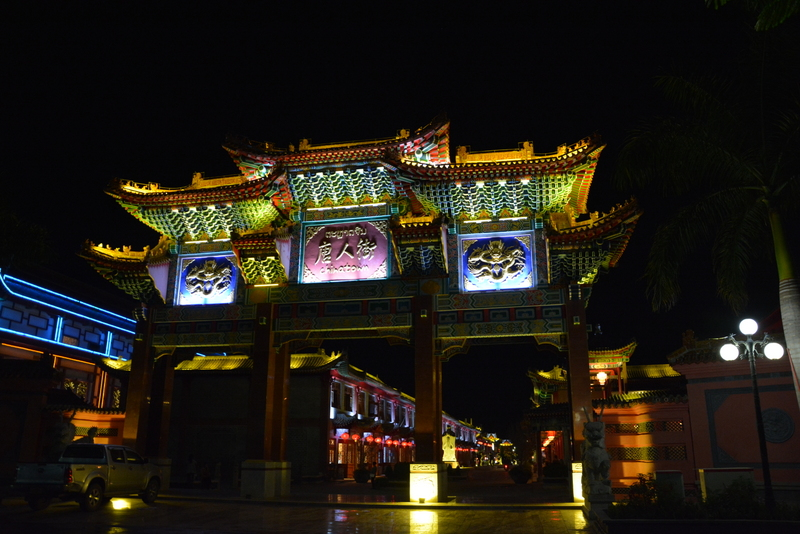
唐人街の入り口
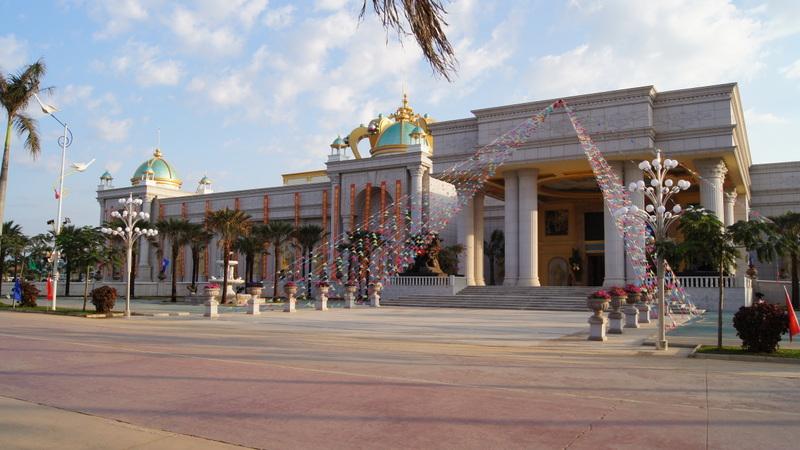
カジノ施設
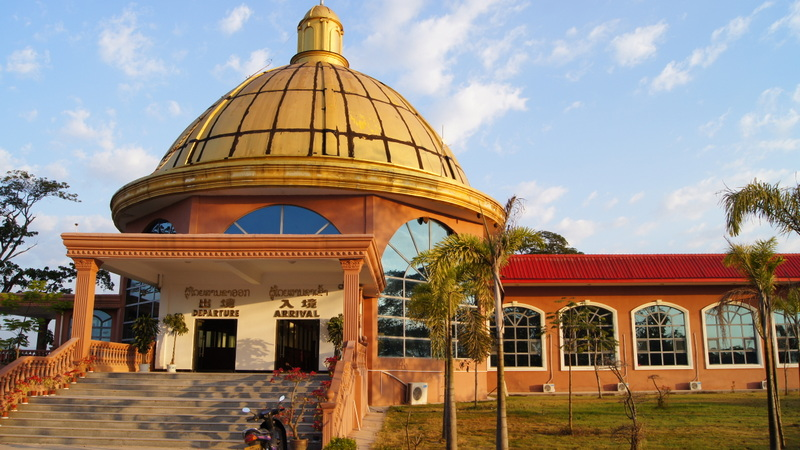
ラオス側出入国施設
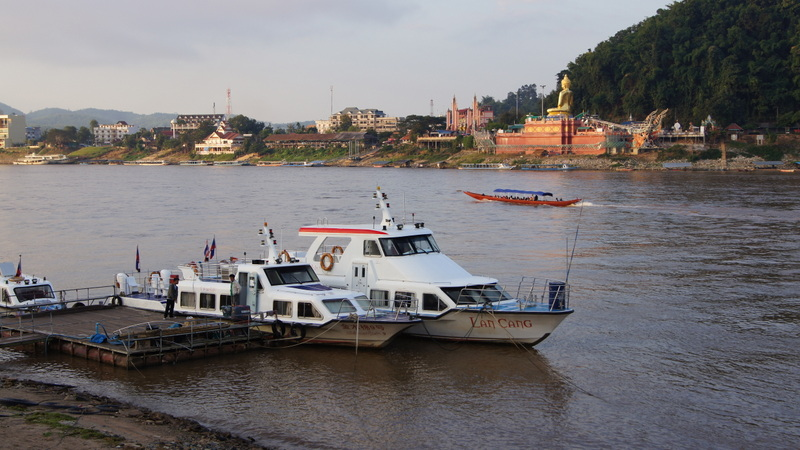
メコン川からタイを望む
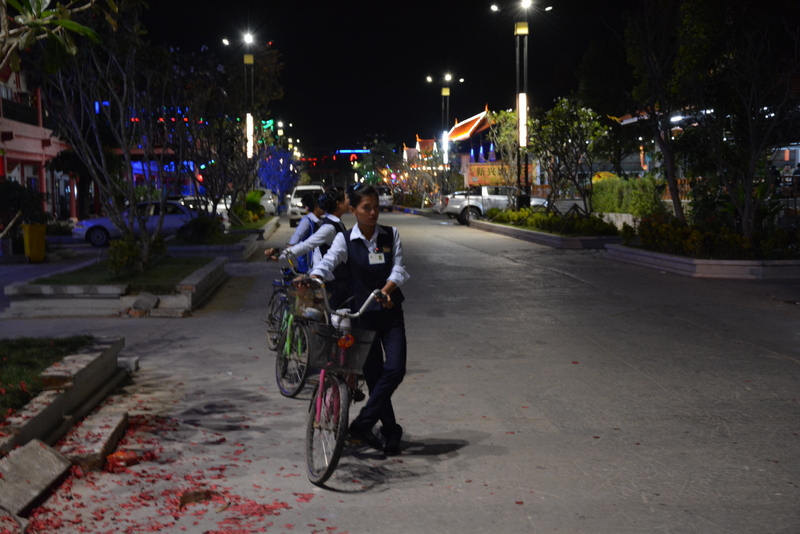
中国人の出稼ぎ